# Tư Mã Hưu Chi
Tư Mã Hưu Chi (chữ Hán: 司馬休之, ? - 417), tự Quý Dự, người huyện Ôn, Hà Nội , nhân vật chính trị cuối đời Đông Tấn trong lịch sử Trung Quốc.

## Cuộc đời
Ông là hậu duệ của Tiếu vương Tư Mã Tốn, em út của Tư Mã Ý. Sau khi nhà Tấn vượt sông dời đô về Giang Nam (do các tộc Ngũ Hồ chiếm miền Bắc), con cháu của Tốn được thế tập vương tước. Cha là Điềm, làm Trấn bắc tướng quân, Thanh, Duyện 2 châu thứ sử thời Tấn Hiếu Vũ Đế. Anh trai Thượng Chi được kế thừa vương tước.
Ban đầu Hưu Chi nhậm chức Bình tây tướng quân, Kinh Châu thứ sử, về sau bị Hoàn Huyền đánh bại, phải chạy sang Nam Yên. Các anh em của ông là Thượng Chi, Khôi Chi, Doãn Chi cùng gia quyến đều bị giết. Năm Nguyên Hưng thứ 3 (404), Lưu Dụ diệt trừ Hoàn Huyền, ông quay về, được phục chức Kinh Châu thứ sử, rất được lòng người ở Giang Hán.
Năm Nghĩa Hi thứ 10 (414), con trai Hưu Chi là Tiếu vương Văn Tư (kế thừa vương tước của bác là Thượng Chi) tính tình hung bạo, thích giao thiệp với bọn du hiệp, khiến cho Lưu Dụ phải đề phòng. Ông ta giao Văn Tư cho Đình úy để luận tội, giết sạch bè đảng của anh ta, rồi đưa anh ta đến Kinh Châu, lệnh cho Hưu Chi răn dạy, tức là muốn ông phải xử tử con trai mình. Hưu Chi chỉ dâng biểu xin phế trừ phong hiệu Tiếu vương của Văn Tư, Lưu Dụ không hài lòng, bèn phát binh tấn công Hưu Chi. Hưu Chi cùng Lỗ Tông Chi khởi binh chống lại.
Tháng 4 năm sau, Lưu Dụ đánh bại 4 vạn quân của Hưu Chi, chiếm được Giang Lăng (trị sở của Kinh Châu). Cha con Hưu Chi cùng bọn Tông Chi chạy sang Hậu Tần.
Năm Nghĩa Hi thứ 13 (417), Lưu Dụ diệt Hậu Tần, Hưu Chi, Văn Tư, Tư Mã Quốc Phan, Hà Gian vương tử Tư Mã Đạo Tứ, Lỗ Quỹ, Hàn Duyên Chi, Điêu Ung, Vương Tuệ Long,.. cùng cháu nội của Hoàn Ôn là Đạo Độ, Đạo Tử, người trong tông tộc họ Hoàn là Hoàn Mật, Hoàn Tuy,… mấy trăm người, đem theo vợ con chạy sang Bắc Ngụy, nương nhờ Tư đồ Trưởng Tôn Tung. Được hơn 1 tháng, Hưu Chi mất trong quân, được truy tặng Chinh tây đại tướng quân, Hữu quang lộc đại phu, Thủy Bình công, thụy là Thanh.